# Суюнбай Аронулы
Суюнба́й Аронулы́ (каз. Сүйінбай Аронұлы, 1815—1898) — казахский акын. Его произведения впервые были изданы в 1935 году, сборник стихов «Ак киик» вышел лишь в 1976 году. Такие акыны, как Жамбыл Жабаев, Кенен Азербаев, Майкот, Умбетали, Бармак и другие считали себя учениками Суюнбая и продолжали традиции его школы.

## Биография
Происходил из рода шапрашты (Старший жуз), внутри шапрашты — екей. Творчество Суюнбая формировалось под влиянием его деда Кусепа и отца Арона, которые были известны своими поэтическим талантом и исполнительным мастерством.
Будучи акыном, он считался заступником обездоленных, в таких стихах, как «Четырём биям», «Кто бы ни умер, но торе Сок не умрёт», «Чётки в твоих руках» и других, он критиковал баев-волостных, султанов, религиозных деятелей. Важное место в творчестве Суюнбая занимали также эпические произведения: «Батыр Утеген», «Батыр Сураншы», «Батыр Саурык», где он описывал борьбу казахского народа против завоевателей, создавал образы героев.
Суюнбай известен также своими айтысами с Катаганом, Тезек-торе, Кантарбаем, Жантаем, Таттикыз, Уазипой и другими акынами.

## Память

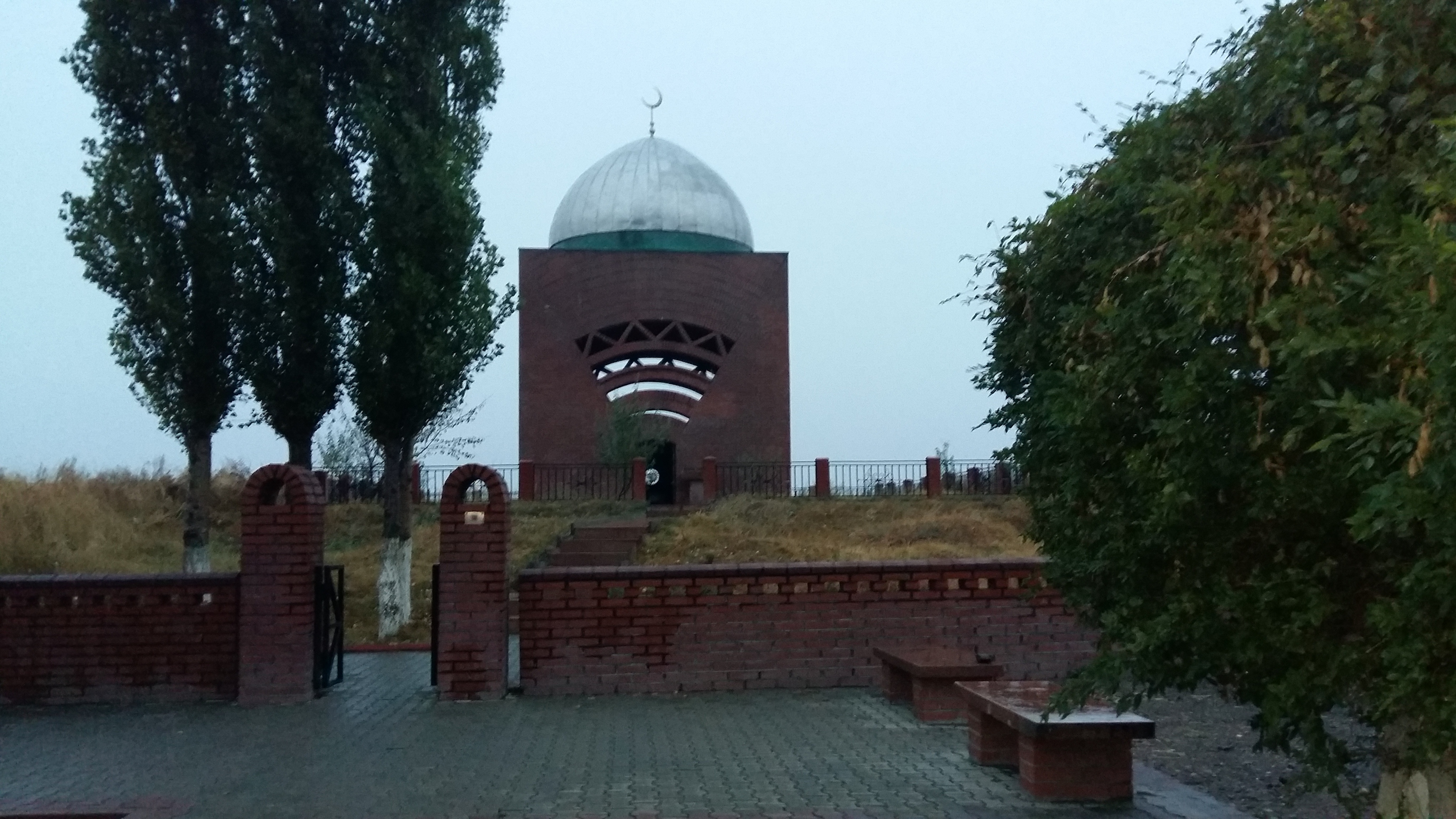
Мавзолей Суюнбая.

- В фильме «Джамбул» 1952 года роль Суюнбая исполнил Елюбай Умурзаков.
- Суюнбай Аронулы был изображён на банкноте 3 тенге образца 1993 года.
- На родине акына в селе Каракастек Алматинской области построен мавзолей, перед ним установлен бюст и открыт музей Суюнбая.
- В областном центре Талдыкоргане воздвигнут бронзовый памятник акыну.
- В городе Алма-Ата его имя носит большой проспект из центра в аэропорт.
- Литературно-мемориальный музей был открыт в 1996 году в селе Каракастек. Жамбылской области. Музей занимает общую площадь в 438,4 кв. метра. В музее представлены 7 886 предметов музейного значения и экспонатов о жизни и творчестве акына, его эпические сочинения, а также о творчестве народных акынов, с которыми состязался Суюнбай. Местоположение — Алматинская область, Жамбылский район, село Каракастек, ул. С. Калибекова 1/1.